# Fessler Leó
Fessler Leó (Leo Fessler, Feszler Leó) (Bécs, 1840. november 22. – Újpest, 1893. november 14.) dekoratív és épületszobrász.

## Élete
Tanulmányait szülővárosában, Bécsben végezte, ahol apja a szobrászat tanára volt, majd az 1870-es években Ybl Miklós meghívta őt Budapestre, miután látta a Régi Műcsarnok homlokzatára küldött szobormintáit. A magyar államtól több megbízást is kapott, elsősorban az Ybl által tervezett épületek díszeit készítette el a Szent István-bazilika, az Operaház, illetve a Várkert Bazár számára. Ő mintázta meg a Bakáts téri templom szobrait és a Kálvin téri szökőkutat Ybl elképzelése alapján. Később nagy nyomorban élt, s halt meg Újpesten, egy héttel 53. születésnapja előtt.
Sírja az újpesti Öreg temető 1960–1962 közötti felszámolása során megsemmisült, földi maradványainak „nyoma veszett”.

„Atyja a szobrászat tanára volt és F. is e művészetnek szentelte életét. Midőn 1867 után Budapesten tág tere nyilt az építészek és szobrászoknak, F. néhány szobormintát készített az Andrássy-uti műcsarnok homlokzata számára és e mintáival magára vonta a szakférfiak és különösen Ybl figyelmét, kinek biztatására azután Bécsből Budapestre költözött. A következő két évtized alatt sok szoborművel diszíté a fővárost. Nevezetesebb művei: a 12 apostol a bazilika köröndjén, továbbá Krisztus és a négy evangelista; az operaház főhomlokzatán elhelyezett szobrok nagy része, a budai várkert szobrainak egy része és az oszlopbejáratnál elhelyezett 2 oroszlán. Legsikerültebb műve a kálvin-téri szökőkut. – Idővel azonban a derék művésznek sok ellensége akadt és a pályázatoknál is mellőzték, ugy hogy ennek következtében ideges és megtört emberré lett, ki napról-napra nagyobb nyomorba sülyedt és kénytelen volt könyvtárát és értékes gyüjteményeit eladni. Elvégül egyáltalában nem kapott már munkát és családjával együtt a mindennapi kenyérért küzdött.”